# Ізраїль Каргман
Ізраїль Каргман (1906, Бердичів, Україна — 1987, Ізраїль) — єврейський політдіяч.
З єврейської сім'ї Герша (Цві) Каргмана та Малки Балтер.
З поч. 1920-х — учасник сіоністського руху, колоніст сільгоспкомуни «Гамішар» у Криму. Був заарештований, засланий до Сибіру. З 1926 мешкав у Палестині.
1956—1977 рр. — депутат Кнесету від партії Авода (укр. партія Праці). Був головою фінкомісії Кнесету 14 років.